# 小松田清
小松田 清（こまつだ きよし、1966年〈昭和41年〉8月2日 - ）は、日本の政治家。北海道中富良野町長（2期）。

## 来歴
北海道空知郡中富良野町出身。北海道教育大学旭川校卒業。1989年（平成元年）、中富良野町役場に入庁。入庁後、産業建設課長兼農産物加工施設所長、総務課長などを歴任。
2019年（令和元年）7月、中富良野町役場を退職し、木佐剛三町長（当時）の任期満了に伴う中富良野町長選挙に出馬。木佐の路線継承を主張し、基幹産業の農業の振興策である土地改良事業の継続、観光客による消費拡大などを訴えた。同年8月20日に告示され、無投票で初当選。同年9月23日、中富良野町長に就任。
2023年（令和5年）6月23日、中富良野町議会定例会で再選への意欲を示し、同年8月22日の告示日までに小松田以外の立候補の届け出がなかったため無投票で再選。

## 町政

### 新型コロナウイルス感染症対策
2020年（令和2年）2月21日、中富良野町立中富良野小学校に通う10歳未満の児童とその兄の10代の児童、2人の感染が確認。日本国内初となる児童の感染事例となり、同校は全校児童を緊急下校させた。
総務課職員から感染者確認の一報を受けた小松田は、同日午後3時55分に非公開の会議を開き、町幹部、上川保健所、北海道教育委員会の担当者たちに町内の他の小学校2校の休校を提案。これに対し、北海道教育委員会の担当者は国などと調整する必要があるとして結論を持ち越し、その後の他の地域での感染確認が相次いだことから同月23日に小松田が打診したが、北海道教育委員会は「休校を広げる必要はない」と回答した。しかし、同月25日、萩生田光一文部科学大臣が閣議後の記者会見において、「北海道などの教育委員会に対し『児童生徒の安全確保を最優先とし、速やかに学校の全部、または一部の臨時休業を行うことが望ましい』と伝えた」と発言。これがきっかけで潮目が変わり、同日午後8時半、北海道庁で開かれた「第7回感染症危機管理対策本部会議」において、休校に向けた検討が始まり、道内の小中学校の一斉休校へと舵を切ることとなった。
その後、小松田は教育現場の感染拡大防止のため、和式便器から洋式便器への交換やブース、床、壁の交換を実施した他、業績が悪化した町内の事業者に対して30万円を支給する経済対策を講じた。